# Paurolepis filifolia
Paurolepis filifolia là một loài thực vật có hoa trong họ Cúc. Loài này được (R.E.Fr.) Wild & G.V.Pope mô tả khoa học đầu tiên năm 1977.